# Mr. Queen
Mr. Queen (hangeul : 	철인왕후 ; RR : Cheorinwanghu) est une série télévisée sud-coréenne diffusée du 12 décembre 2020 au 14 février 2021 sur tvN,.

## Synopsis
À l'ère moderne, Jang Bong-hwan est un chef cuisinier qui travaille à la Maison Bleue. Il a l'esprit libre, mais se retrouve un jour dans le corps de la reine Cheorin à l'époque Joseon.
Le roi Cheoljong, le monarque régnant, est une personne douce et facile à vivre. Cependant, il n'est roi que de nom, tandis que le vrai pouvoir est exercé par l'épouse du défunt roi Sunjo, la reine Sunwon, qui a relégué Cheoljong au rang de figure de proue.
Bong-hwan découvre bientôt que le roi n'est pas ce qu'il semble et qu'il a un côté sombre et suspect.

## Distribution

### Rôles principaux
- Shin Hye-sun : Kim So-yong, reine Cheorin
  - Seo Eun-sol : Kim So-yong (jeune)
- Kim Jung-hyun : Yi Won-beom, roi Cheoljong
  - Kim Kang-hoon : Yi Won-beom (jeune)

### Rôles secondaires
- Seol In-ah   : Jo Hwa Jin
- Cha Chung-hwa : dame de la cour Choi
- Chae Seo-eun : Hong-yeon
- Yoo Min-kyu : prince Yeongpyeong
- Lee Jae-won : Hong Byeol-gam
- Bae Jong-ok : grande reine douairière Kim (reine Sunwon)
- Kim Tae-woo : Kim Jwa-geun
- Na In-woo : Kim Byeong-in
- Jeon Bae-soo : Kim Mun-geun
- Yoo Young-jae : Kim Hwan
- Song Min-hyung : conseiller d'état en chef Kim Byung-hak
- Kang Ji-hoo : conseiller d'état de gauche Kim Seok-geun
- Son Kwang-eop : ministre de la guerre Kim Chang-hyuk
- Choi Jin-hyuk : Jang Bong-hwan
- Lee Cheol-min : directeur Han Pyo-jin/Han Shim-ong
- Kim Joon-won : Bu Seung-min
- Kim In-kwon : chef royal Man-bok
- Kang Chae-won : Dam-hyang
- Kim Ju-young : Oh Wol
- Son So-mang : dame de la cour Kang
- Seo Hye-ryeong : dame de la cour
- Ahn Ju-ri : dame de la cour
- Kang Da-hyun : Hang Sim-hyang
- Yoon Gi-won : médecin royal
- Yoon Jin-ho : chef eunuque
- Lee Tae-gum : eunuque Kim
- Choi Hwan-yi : eunuque Choi
- Kim Bang-won : Sal-soo